# Topoloveni
Topoloveni là một thị xã thuộc hạt Argeș, România. Dân số thời điểm năm 2002 là 10626 người.